# Gasthaus zum Kellerhof

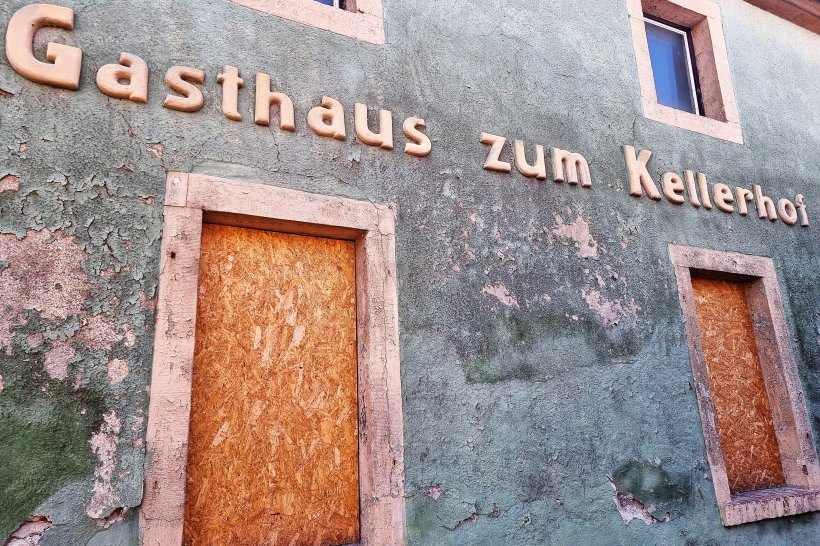
Kellerhof Gräfentonna, Fassadenausschnitt

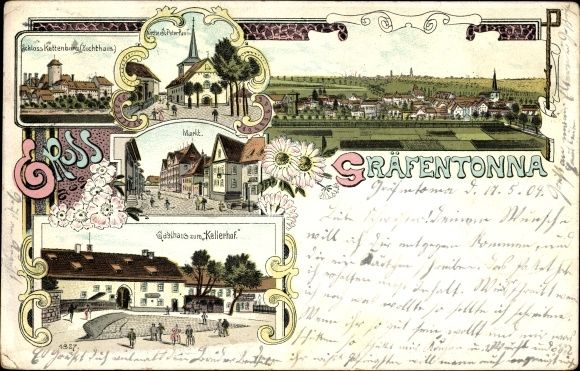
Ansichtskarte (1904)

Schloss mit Vorburg, (1677)

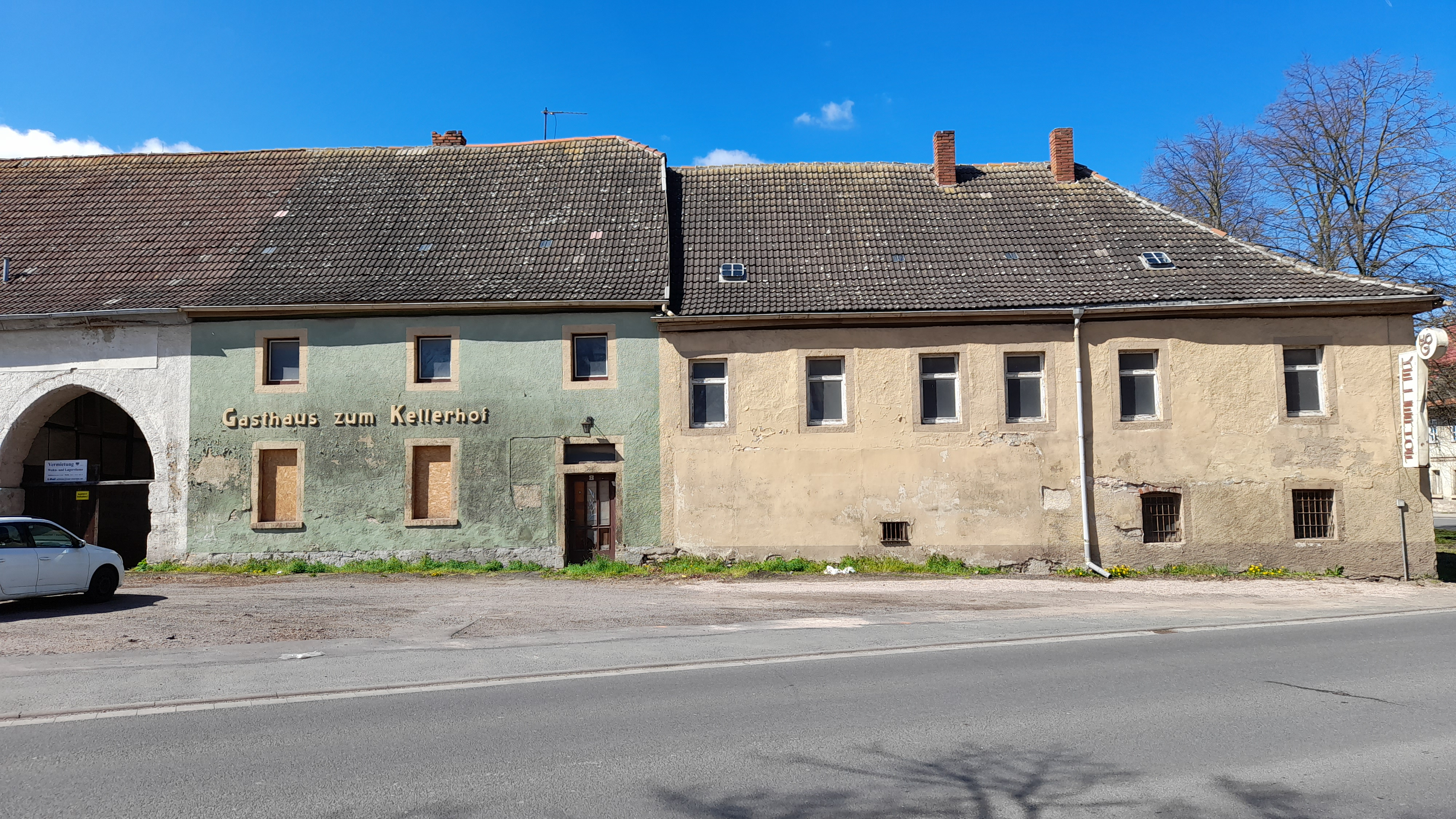
Ostfassade

Kellerhof, Grundriss Erdgeschoss (2023)

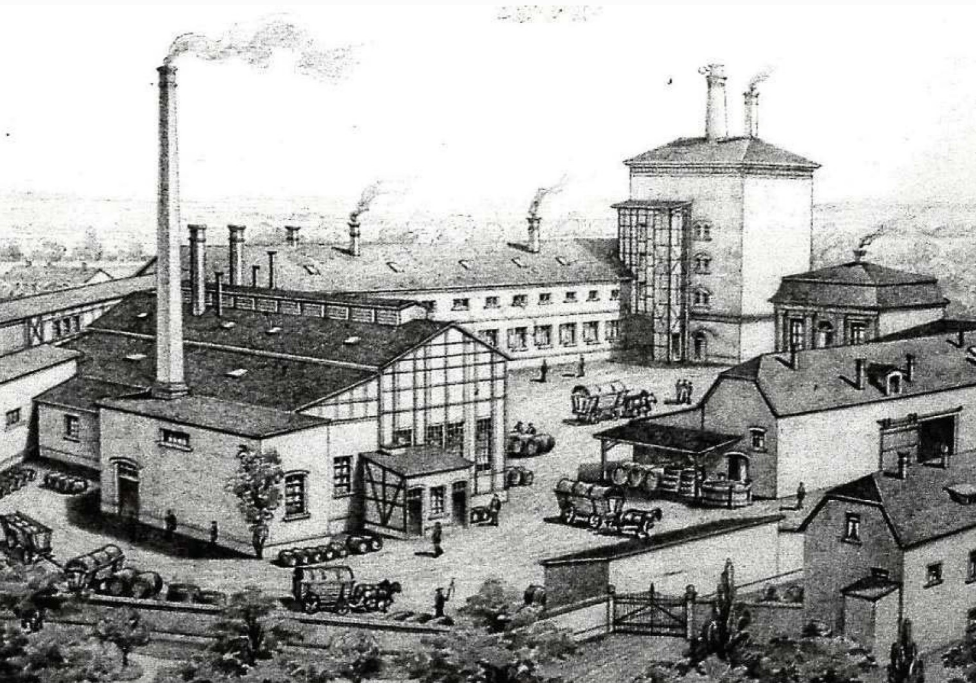
Die ehem. Schlossbrauerei (kurz vor 1900)

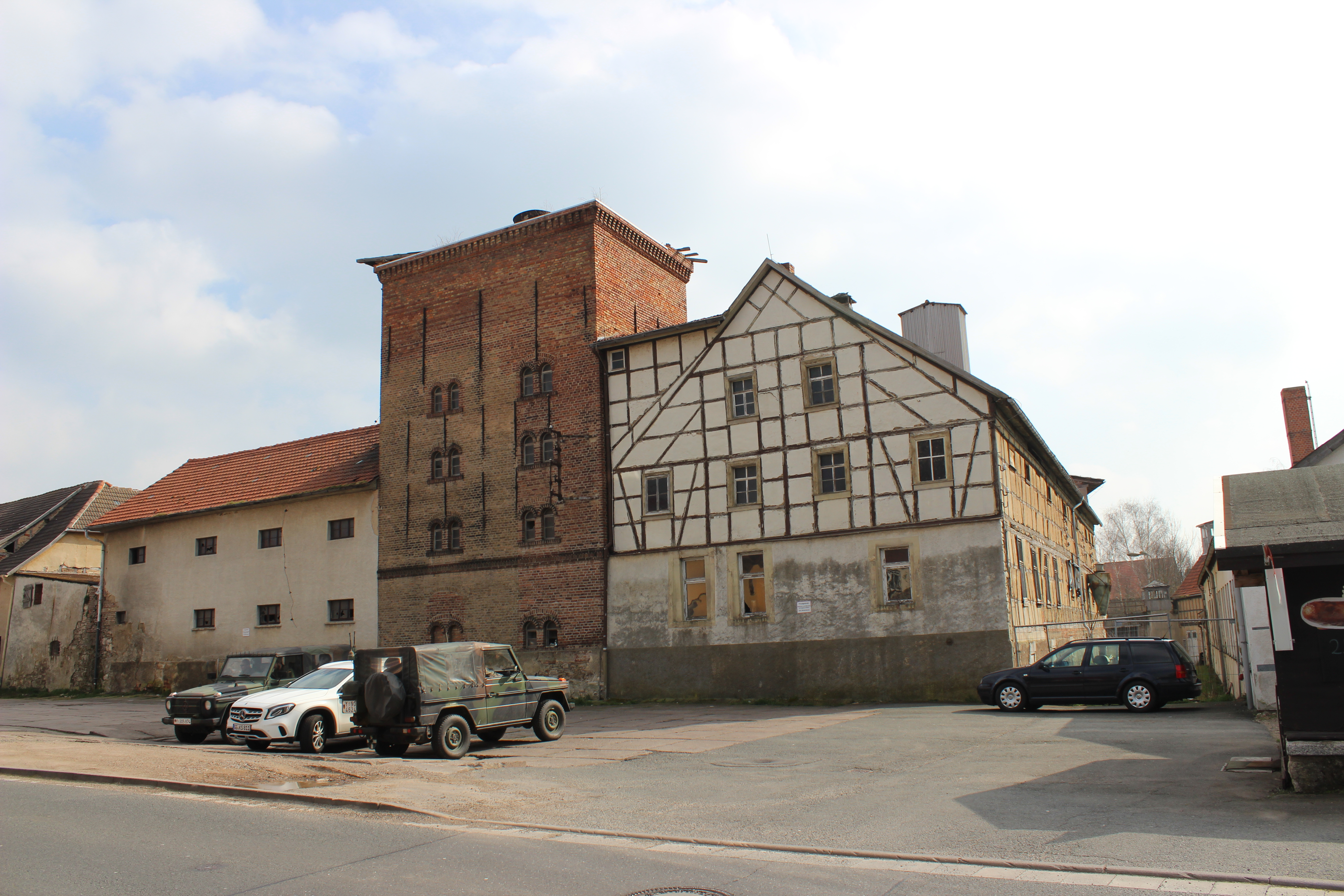
Nordfassade der ehem. Brauerei (2020)

Gasthaus zum Kellerhof ist der Name einer ehemaligen Gaststätte in der Langensalzaer Straße 7, Brauhof 1 Gräfentonna, Landkreis Gotha, Thüringen. Sie gehört der Gemeinde Tonna, ist in der Liste der Kulturdenkmale in Tonna eingetragen und steht seit den 1990er Jahren leer.

## Geschichte
Die Geschichte des Gasthofes ist eng mit der Geschichte des Schlosses Gräfentonna verbunden. Dieses befand sich seit der Zeit der Karolinger in Besitz der Grafen von Tonna, die bis zur Reformation Lehnsherren der Mainzer Bischöfe waren. Im Zusammenhang mit dem Ausbau des Wasserschlosses entstand bereits im Mittelalter nördlich des Schlosses eine geräumige, ebenfalls befestigte Vorburg, die als Vorwerk dem landwirtschaftlichen Betrieb diente und in Kriegszeiten der Bevölkerung Schutz bieten konnte. Aus dieser Zeit haben sich bis heute noch ein Teil der Umfassungsmauern, das spitzbogige Einfahrtstor und ein Kellerraum in der nordöstlichen Ecke, der ein doppelten Kreuzgratgewölbe hat, erhalten. Zwischen der Vorburg und dem Schloss befand sich damals eine Wassergraben. Das Schloss war nur über die Vorburg über eine Schlossbrücke, die wahrscheinlich als Zugbrücke ausgebildet war, zugänglich. Neben der allgemeinen Land- und Viehwirtschaft spielte schon damals das Brauwesen eine besondere Rolle. Da in vielen Häusern gebraut wurde, wurde unter Graf Siegmund II. von Gleichen-Tonna im Jahr 1512 eine Brau- und Malzordnung erlassen. Die Schlossbrauerei orientierte sich danach an den Vorlieben der Grafen, die ausschließlich Weißbier tranken, waren andererseits so auch privilegiert, konnten sich gegenüber den anderen Brauereien durchsetzen und exportierten 1590 ihr ansonsten in Thüringen wenig produziertes Weißbier bis Gotha, Eisenach, Mühlhausen, Ohrdruf, Arolsen und Pyrmont.
1631 starb das Geschlecht der Grafen von Gleichen-Tonna im Mannesstamm aus. Erbe der Herrschaft Tonna wurde zunächst die Familie Schenk von Vargula. Diese vererbte sie 1640 an Philipp VII. von Waldeck-Wildungen.
1677 kaufte Herzog Friedrich I. (Sachsen-Gotha-Altenburg) die Herrschaft Tonna. Eine zu der Zeit erstellte Bestandszeichnung des Erdgeschosses zeigte, dass die Vorburg damals noch vor allem landwirtschaftlich genutzt war, denn es befanden sich dort Ställe für Pferde, Kühe, Kleinvieh, eine „Scheure“, eine Küche und eine Schmiede. Für die Brauerei gab es damals ein „Brauhauß“, eine „Maltzkammer“, ein „Maltz Boden“ und ein „Darregewölbe“. Nach Übernahme der Herrschaft plante der Herzog, Gräfentonna als Nebenresidenz auszubauen. Da jedoch die mittelalterliche Wasserburg den Repräsentationsansprüchen der Zeit offenbar nicht mehr entsprach und ein Stadtbrand andere am Markt gelegene Grundstücke zur Bebauung frei gemacht hatte, ließ der Herzog dort das Neue Schloss errichten, in dem sich noch heute die Gemeindeverwaltung befindet. Die alte Vorburg wurde als Brauerei weiter ausgebaut und konnte nun auch das Schloss mitnutzen. Die Gebäude entlang der Langensalzaer Straße und dem Markt wurden zu Wohnungen und als Brauereigaststätte umgebaut und erhielten Walmdächer und schlichte Barockfassaden mit axial angeordneten Fenstern.
1861 wurde die Burg als zentrale Strafanstalt für verschiedene Thüringer Kleinstaaten umgenutzt. Die Gefangenen wurden in der Produktion von Schuhen und Zigaretten eingesetzt, aber nicht in der Brauerei. Diese wurde 1874 und 1884 erweitert und modernisiert. 1918 erfolgte eine letzte Modernisierung als Dampfbrauerei. Auch die Gaststätte „Zum Kellerhof“ wurde immer weiter ausgebaut. Sie erhielt einen großen Festsaal, den örtliche Vereine wie die Kirmesgesellschaft, die Liedertafel, die Schützengesellschaft und der Turnverein nutzten und der später auch als Kino diente.
Nach dem Ersten Weltkrieg und der Absetzung des letzten regierenden Herzogs Carl Eduard (Sachsen-Coburg und Gotha) war es jedoch mit den herzoglichen Privilegien vorbei. Der Betrieb wurde als GmbH neuaufgestellt. Brauereiaufträge wurden nach Mühlhausen und Gotha, später auch Erfurt und Bad Langensalza vergeben, in Gräfentonna wurde nur noch abgefüllt. Zu Beginn des Zweiten Weltkrieges waren nur noch die Mälzerei und der Gasthof in Betrieb. Danach fiel das Anwesen an die örtliche LPG, die es als Lager und für die Getreidetrocknung nutzte. Sie war auch Anlaufstelle für den Obst- und Gemüseanbau.
Die Gaststätte Kellerhof wurde von der HOG übernommen und weiterbetrieben. Nach der Wende ging sie an die Gemeinde Tonna und steht seitdem leer. Im Oktober 2020 gründete sich ein „Förderverein Schloss Tonna“, der sich auch mit der Erhaltung, Erforschung und Entwicklung des Kellerhofes beschäftigt. Im Mai 2021 fand ein Projekt der Klassik Stiftung Weimar, das sich eigentlich mit dem alten gräflichen Schloss beschäftigen sollte, auf dem Grundstück des Kellerhofes statt, da die in den USA ansässige Eigentümergesellschaft des Schlosses Tonna dessen Betreten nicht genehmigt hatte. Danach wurden in ehrenamtlicher Arbeit von Mitgliedern des Fördervereins unter Hinweis auf die städtebauliche Bedeutung des Ortes eine Bestandsaufnahme und Planungen für die ehemalige Vorburg erarbeitet und am 5. Juli 2023 öffentlich vorgestellt.